# Crocomela tenuifascia
Crocomela tenuifascia är en fjärilsart som beskrevs av Erich Martin Hering 1925. Crocomela tenuifascia ingår i släktet Crocomela och familjen björnspinnare. Inga underarter finns listade i Catalogue of Life.